# Cavaillon (Francia)
Cavaillon è un comune francese di 25 204 abitanti situato nel dipartimento della Vaucluse della regione della Provenza-Alpi-Costa Azzurra.

## Geografia fisica
La cittadina è situata nella valle della Durance, lungo il percorso del fiume, ai piedi della collina di Saint-Jacques, che domina la piana circostante e si trova di fronte al Luberon ad est ed alle Alpilles a sud ovest.

## Monumenti e luoghi d'interesse
- Cattedrale di Notre-Dame-et-saint-Véran de Cavaillon, chiesa dell'XI secolo, già cattedrale della diocesi di Cavaillon, incorporata ora nell'arcidiocesi di Avignone.
- Arco di Cavaillon, antico arco romano quadrifronte (tetrapilo) degli inizi del I secolo d.C. (chiamato anche arc Marius).

## Società

### Evoluzione demografica
Abitanti censiti

## Infrastrutture e trasporti
Cavaillon è servita da una propria stazione ferroviaria posta lungo la linea Avignone-Miramas.

## Amministrazione

### Gemellaggi
- Langhirano